# Józef Molski
Józef Molski herbu Nałęcz (zm. 8 stycznia 1731 roku) – kasztelan rogoziński w latach 1728–1731, stolnik kaliski w latach 1695–1728.
Sędzia kapturowy sądu grodzkiego kaliskiego w 1696 roku. Sędzia kapturowy ziemstwa i grodu kaliskiego w 1704 roku. Był posłem województwa poznańskiego na sejm elekcyjny  i deputatem do paktów konwentów Stanisława Leszczyńskiego w 1704 roku.